# 매니악 (가수)
매니악(Maniac, 1981년 5월 27일 ~ )는 미국에서 활동 중인 한국계 미국인과 한국인 혼혈 MC이자 가수이다. 영어 본명은 Michael Anthony Horton이다. 힙합 그룹 UPT의 멤버이자, 지기 펠라즈 크루 소속이며, 소속사는 키스톤미디어이엔티다.
그는 최근 쇼미더머니 2차 경연에서 "팝핀바를알코홀릭이라고날부르지만날보고같이미쳐" 라 단언하였다. 그리고는 옛 동료 최자의 심사평에 다소 흥분하여 왼손을 "가위" 오른손을 "보"로 360도 교차하며 "입장바꿔"보라 하였다.

## 음반 목록

### EP
- 2018년 - Money Makerz

### 싱글
- 2015년 - What U Want (프리 싱글)
- 2016년 - K.O Like Tyson
- 2017년 - BLACK TEAR
- 2017년 - KING OF THE HILL (미료와 합작 싱글)

## 참여 앨범
- 업타운 - 6집 New Era
- 업타운 - 〈흑기사 Remix (Want You)〉
- 업타운 - Repackage De Free

## 참여곡
- 다이나믹 듀오 - 〈동전 한 닢 리믹스〉
- 솔비 - 미니 앨범 Do it - "Do it Do it (Feat. Maniac)"
- 쿤타 & 뉴올리언스 - 2집 "Navigation" - "Fight Ya (Feat. Maniac)"
- FA'CE - 디지털 싱글 "나의친구" - "나의친구 (Feat. Maniac)"
- 솔비 - 프리 싱글 CLASS (클라스) - "CLASS (클라스) (Feat. Maniac)"